# Charles Buchwald
Charles von Buchwald (Bjerringbro, 22 ottobre 1880 – Hørsholm, 19 novembre 1951) è stato un calciatore danese.
Con la nazionale danese ha vinto due medaglie d'argento ai giochi olimpici del 1908 e del 1912. Vinse inoltre nel 1906 la medaglia d'oro ai Giochi olimpici intermedi.

## Carriera

### Nazionale
Ha preso parte alla prima partita ufficiale della nazionale danese, giocato nel 1908 alle Olimpiadi, la Danimarca vinse 9-0 contro la Francia B. Ha giocato tutte e tre le partite del torneo, e ha aiutato la squadra a vincere la medaglia d'argento. Quattro anni più tardi, Buchwald, ancora una volta ha giocato tutte e tre le partite. Nel finale di partita, contro la Gran Bretagna, si è infortunato al 30' minuto di gioco. Poiché le norme non consentivano le sostituzioni, la squadra finì la partita con un uomo in meno, perdendo 2-4.
In totale con la sua nazionale giocò 7 partite da difensore.

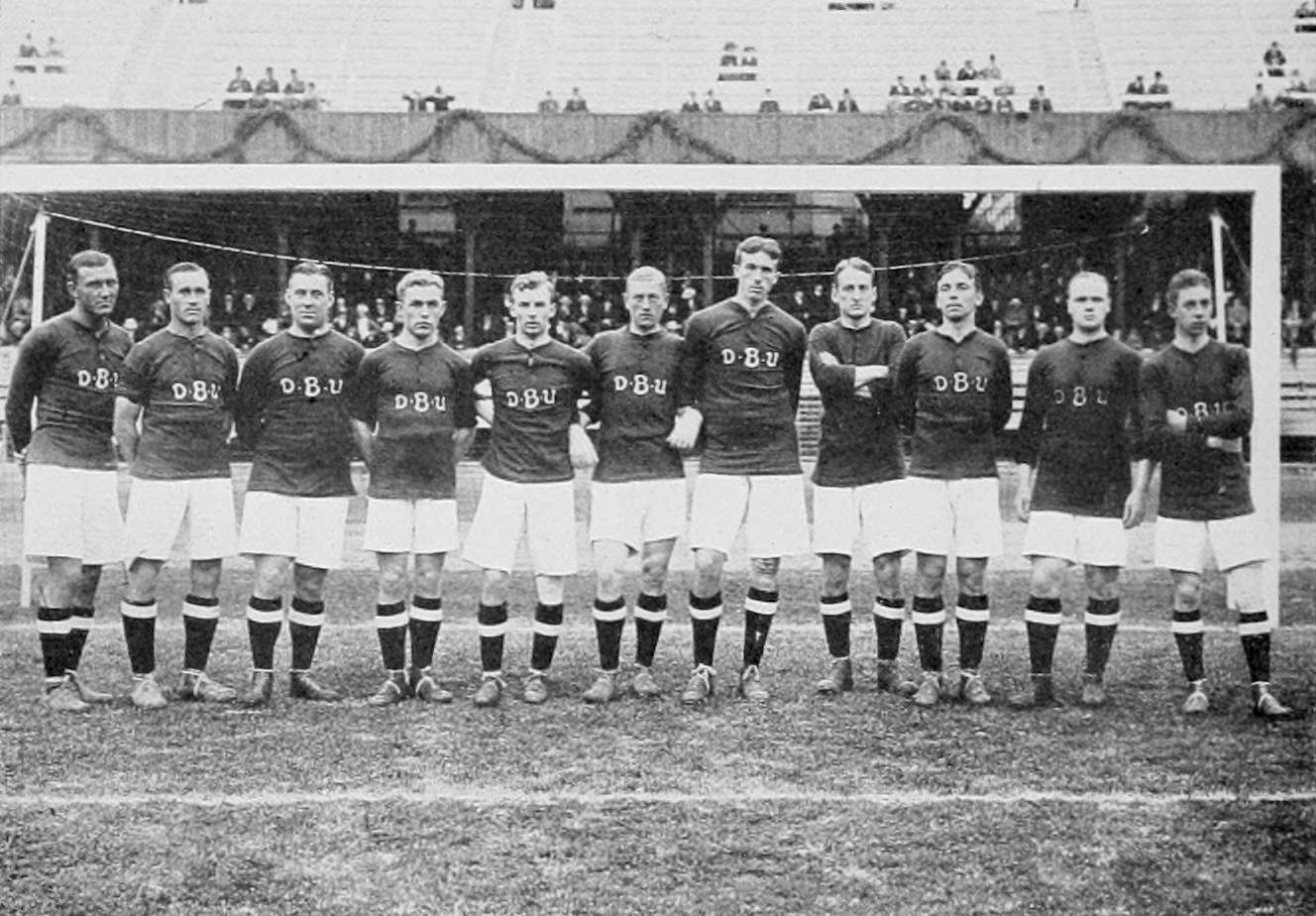
La nazionale danese vincitrice della medaglia d'argento nel 1912. Da sinistra: Anton Olsen, Sophus "Krølben" Nielsen, Harald Hansen, Paul Berth, Poul Nielsen, Sophus Hansen, Nils Middelboe, Charles Buchwald, Oskar Nørland, Emil Jørgensen, Vilhelm Wolfhagen.

## Palmarès

### Nazionale
- Oro olimpico: 1

Atene 1906
- Argento olimpico: 2

Londra 1908
Stoccolma 1912